# Ланг, Мари
Мари Ланг (нем. Marie Lang, в девичестве Мари Виссгрилль нем. Marie Wissgrill) — австрийская феминистка, редактор и теософ.

## Ранние годы
Мари Виссгриль родилась в семье Эмилии Шольц и Карла Виссгриля. Эмилия Шольц происходила из династии актёров и приходилась племянницей Венцеля Шольца. Карл Виссгрилль работал плотником, был сторонником гражданских свобод и поддерживал революционные движений 1848—1849 гг. Семья Виссгрилль принадлежала к либеральному зажиточному среднему классу. Мари получила хорошее образование, к ней на дом приходил учитель из местной гимназии.
В 1881 году Мари вышла замуж за придворного ювелира Теодора Кёхерта (1859—1937), из известной семьи Кёхерт, создателей бриллиантовых звёзд императрицы Сисси. В браке родился сын Эрих Кёхерт (1882—1949). В 1884 году они развелись, и в соответствии с тогдашними законами Мари Ланг лишилась права опеки над сыном. Несмотря на это мать и сын остались близки.
Ещё во время первого брака она познакомилась с Эдмундом Лангом, на тот момент бедным студентом юридического факультета из еврейской семьи. Эдмунд Ланг приходился родственником Теодору, первому мужу Мари. В 1885 году у Мари и Эдмунда родился сын Хайнц, и вскоре после этого они поженились. Чтобы жениться на Мари, Эдмунд Ланг принял протестантизм. В браке позже родились художники Эрвин Ланг (1886—1962) и Лилит Ланг (1891—1952). Лилит Ланг, чей муж долгие годы был военнопленным, фактически вдвоем с Мари вырастила сына Хейнца фон Фёрстера. Эрвин Ланг был мужем Греты Визенталь.

## Деятельность
Семья Ланг принимала активное участие в салонной культуре Вены, и почти каждый вечер в их доме собирались художники и политики. Среди друзей Лангов были Хуго Вольф, Герман Бар, Петер Альтенберг, Фридрих Экштейн, Штефан Гроссманн, Эгон Фридель, Лина и Адольф Лоос. Они также часто собирались с друзьями во дворце Бельвю в Гринцинге. Именно там Зигмунд Фрейд увидел сон об инъекции Ирмы, ставший отправной точкой его толкования снов.
Ланги вместе с Францем Гартманом и Фредериком Экштейном создали теософскую группу. В 1888 году они начали общаться с Рудольфом Штайнером и познакомили его с теософской литературой и Розой Майредер, подругой Мари Ланг. Ланг и Майредер оказали большое влияние на развитие философии Штайнера. Штайнер писал, что Мари Ланг была душой их круга, и что именно её личность и интерес к теософии стимулировали остальных членов группы заниматься теософией. Её гостеприимство распространилось и на композитора Хуго Вольфа, давнего друга её мужа. Когда в 1887 г. Вольф сломал ногу и не мог сам о себе заботиться, Мари Ланг отдала ему одну из комнат, и взяла заботу о нём и его здоровье на себя.

### Всеобщее Австрийское общество женщин

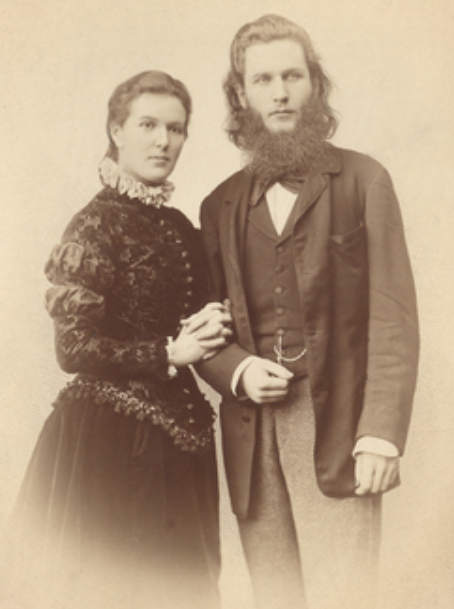
Мари Ланг с первым мужем Теодором Кехертом. Фото сделано между 1880 и 1884 гг.

В конце 1880-х годов Роза Майредер и Аугуста Фикерт познакомили Мари Ланг с феминистским движением. Она быстро заняла лидирующее положение благодаря ораторскому искусству и энергичной манере поведения. 28 января 1893 года подруги основали Всеобщее Австрийское общество женщин (нем. Allgemeiner Österreichischer Frauenverein), одно из самых радикальных организаций в женском движении Вены.
Это общество сильно отличалось от привычных тогда женских групп, основываемых женщинами из среднего и высшего класса, которые занимались исключительно благотворительностью. Всеобщее Австрийское общество женщин поддерживало право женщин рабочего класса на трудоустройство, выступало за право на образование и правовую защиту для малоимущих женщин, а также за отмену законов, регулирующих проституцию. Несмотря то, что закон запрещал женщинам участвовать в политической жизни, Фиккерт, Ланг и Майредер стремились оказывать влияние на политику. Используя свои связи с политиками, они добивались внесения изменений в законы о проституции, отмены законов об обязательном безбрачии учительниц и введения женского избирательного права. Ланг также выступала за принятие законов, защищающих незамужних матерей и их незаконнорождённых детей. Женское общество стало одной из самых влиятельных женских организаций в Вене, меняющей для женщин лицо политики и общества.
Мари Ланг поддерживала Венский сецессион, объединение художников под началом Густава Климта. Художники-модернисты и феминистки, как правило, находили поддержку у образованной интеллигенции того времени. Хотя феминисткам не разрешалось участвовать во встречах Сецессиона, они считали, что стремление разрушить устаревшие ценности, связывает их с молодым художественным движением. Мари Ланг видела в работах Адольфа Лоос, Йозефа Ольбриха, Густава Малера, Густава Климта и Альфреда Роллера выражение свободы, к которой стремятся феминистки, отказываясь от патриархата.

### Dokumente der Frauen
В 1898 г. Ланг вместе с Розой Майредер и Аугустой Фикерт основали феминистический журнал Dokumente der Frauen. Для этого Мари Ланг пришлось открыть издательство Christoph Reissers Söhne под мужским именем. Журнал издавался за счёт пожертвований, рекламы и подписки. В октябре 1899 года Майредер и Фикерт из-за разности взглядов покинули журнал, также закончилась долгая дружба между ними и Мари Ланг. Роза Майредер пыталась поддерживать хорошие отношения с Мари и Аугустой. Позже она написала комментарии к биографии Ланг и установила памятник Фикерт в Тюркеншанцпарке (Türkenschanzpark) в Вене.
После ухода Майредер и Фикерт Мари Ланг продолжила одна издавать журнал. Финансирования не хватало, и Мари Ланг вынуждена была постоянно обращаться к состоятельным женщинам за пожертвованием. Не найдя постоянного партнера-издателя, Ланг вынуждена была продать журнал в 1902 году.

### Сетлемент
В 1898 году Мари Ланг была выбрана делегатом от Женского общества на конференции Международной федерации аболиционистов в Лондоне. Перед поездкой Эльзе Федерн, венская меценатка, попросила Ланг изучить английские сетлементы. По её просьбе Мари Ланг посетила Сетлемент Пассмора Эдвардса и была поражена их решением социальных проблем. Сетлемент предлагал курсы самопомощи и предоставлял услуги по уходу за детьми, что в то время было неслыханными и в настоящее время является обычным явлением. По возвращении в Вену Мари Ланг начала активную деятельность по организации сетлементов в Австрии. 15 октября 1901 года она вместе с Эльзей Федерн основала Общество венского сетлемента (нем. Verein Wiener Settlement). Президентом общества стал Карл Реннер, а Мари Ланг заняла должность вице-президента. Первым проектом была школьная кухня в Бригиттенау открытая 5 дней в неделю. Этот проект был реализован ещё до регистрации общества.
В 1901 году Карл Куффнер владелец пивоварни Ottakringer Brauerei передал обществу старую пивоварню с садом под сетлемент. Было решено открыть в нём дом помощи трудящимся женщинам. Мари Ланг опять пришлось обратиться к своим связям среди интеллигенции, политиков и художников, чтобы собрать пожертвования на перестройку здания. Над проектом работали Йозеф Хоффман, Коломан Мозер и Альфред Роллер. Эльзе Федерн заняла место управляющей сетлемента. В отличие от английского варианта, где сетлемент предоставляет социальное жилье, венский предоставлял социальные услуги. Не зависимо от политических или религиозных взглядов, рабочие за небольшую плату получали доступ к медицинским услугам для беременных и детей, детскому саду, совместному образованию, занятиям по кулинарии, а также социальным вечерам с музыкальными выступлениями или лекциями.
С 1901 года Мари Ланг особенно активно выступала за оказание помощи незамужним матерям и их детям, против обязательного безбрачия учительниц и была активным членом движения аболиционистов, выступающих против регулирования проституции.
В 1904 году её сын Хайнц покончил с собой из-за неудачного романа с Линой Лоос, женой Адольфа Лооса. Это подорвало Мари Ланг и её веру в себя. Она отдалилась от работы в сетлементе, считая, что не имеет права учить других женщин, как воспитывать их детей, так как не смогла защитить своего ребёнка. Хайнц стал посмертно отцом, его сын Карл Фридрих (1904—1947) от Иды Оберндорфер был воспитан Мари Ланг.

### Женское избирательное право
В 1903 году Мари Ланг была назначена членом пресс-комитета Международного совета женщин от Австрии, а в 1904 году приняла участие в Берлинском конгрессе, из которого позднее был сформирован Международный альянс женщин-суфражисток.
В 1905 году был основан Австрийский комитет суфражисток, в который вступила Мари Ланг. В том же году комитет подал петиции в обе палаты парламента, а в 1907 году подал петицию с 4000 подписями об отмене закона, запрещающего женские политические организации. Ланг была делегатом от Австрийского комитета на 4-м конгрессе Международного союза женщин-суфражисток 1908 года, проходившем в Амстердаме.

## Последние годы и наследие
Во время Первой мировой войны Мари Ланг работала в военном госпитале, размещенном в Академической гимназии, ведя шведскую массажную терапию. Она также проводила многочисленные частные консультации, чтобы помочь женщинам найти помощь и поддержку.
Эдмунд Ланг умер 6 апреля 1918 года, а позднее в том же году, 12 ноября, женщины получили избирательное право в Австрии. В течение двух лет Ланг продолжала активно работать в сетлементе в Оттакринге, а затем вышла на пенсию, чтобы посвятить свое время семье.
Ланг умерла 14 октября 1934 года в Альтмюнстере, где жила на озере Траунзее со своим старшим сыном Эрихом Кёхертом.
Мари Ланг была одной из ведущих фигур на рубеже веков в женском движении Австрии. Основанное ею Общество венского сетлемента стало пионером в области образования взрослых, ухода за детьми и матерями в Австрии и действовало до 2003 года, хотя многие из его первоначальных программ стали государственной службой.
В 2012 году в честь неё была названа улица Мари-Ланг-Вег (нем. Marie-Lang-Weg) в Блауштайне, а в 2016 г. — и в Вене, в районе Флоридсдорф.